# Teorie firmy
Teorie firmy je část mikroekonomické teorie, která se zabývá zkoumáním, jakým způsobem se rozhoduje obchodní společnost o velikosti výstupu, nákupu služeb výrobních faktorů. Dále zkoumá tržní struktury a formování strany nabídky.

## Tržní struktury
- Monopol
- Oligopol
- Monopolistická konkurence
- Dokonalá konkurence

## Pojmy používané v teorii firmy
- Produkční funkce
- Výnosy z rozsahu
- Izokvanta, Izokosta
- Fixní vstup, Variabilní vstup